# Михайлов, Александр Валерьевич
Александр Валерьевич Михайлов (17 июня 1971 — 18 октября 1993) — старший лейтенант Внутренних войск МВД РФ, участник разгона Верховного Совета России, Герой Российской Федерации (1993).

## Биография
Александр Михайлов родился 17 июня 1971 года в городе Калинине (ныне — Тверь). Окончил Калининское суворовское военное училище, затем Московское высшее военное общевойсковое командное училище. Служил командиром взвода в Отдельной мотострелковой дивизии имени Дзержинского. Два раза выезжал в служебные командировки в зону осетино-ингушского конфликта.
4 октября 1993 года подразделение дивизии получило задание пройти по улице Николаева на Краснопресненскую набережную, а затем подойти к зданию Верховного Совета РФ и прикрыть бронетранспортёрами людей, которые будут оттуда выходить и вывести их в безопасное место. Михайлов находился в бронетранспортёре с бортовым номером 450 вместе с майором Сергеем Грицюком и рядовым Олегом Петровым. На подъезде к Белому Дому из переулка Глубокого бронетранспортёр был обстрелян из крупнокалиберного пулемёта. В ходе дальнейшего продвижения он был подбит. По словам очевидцев, это совершили военнослужащие 119-го гвардейского парашютно-десантного полка 106-й гвардейской воздушно-десантной дивизии, ошибочно принявшие подразделение внутренних войск за сторонников Верховного Совета, пытавшихся прорваться на помощь к блокированным в здании парламента. Грицюк и Петров погибли на месте, Михайлов же был эвакуирован в госпиталь.
Указом Президента Российской Федерации № 1600 от 7 октября 1993 года лейтенант Александр Михайлов был удостоен высокого звания Героя Российской Федерации. 8 октября 1993 года ему досрочно было присвоено звание старшего лейтенанта. Однако Михайлов так и не узнал об этом, так как не приходя в сознание скончался от полученных ранений 18 октября 1993 года. Похоронен на Дмитрово-Черкасском кладбище Твери. Навечно зачислен в списки личного состава части.